# City of Ghosts
City of Ghosts, titulada en castellano La ciudad de los fantasmas en España y La ciudad de las sombras en Hispanoamérica, es una película en clave de suspense estrenada el 25 de abril de 2003 en Estados Unidos y el 5 de enero del mismo año en España. Protagonizada, escrita y dirigida por Matt Dillon.

## Argumento
Al poco tiempo de que un terrible huracán atravesara y destrozara la costa este de los Estados Unidos, un joven timador queda como el único culpable de una estafa de seguros que finalmente resultó fallida. Marvin (James Caan), quien es el mentor de Jimmy (Matt Dillon), huye con el dinero ganado con la estafa y se olvida de su pupilo. 
Poco a poco Jimmy se va dando cuenta de la importancia de la estafa, ya que observa que hay una gran cantidad de personas inocentes víctimas de la misma. Por ello Jimmy decide seguir la pista de Marvin, que le llevará al reino de Camboya, en Asia. Una vez allí conocerá a la atractiva arqueóloga Sophie (Natascha McElhone), de la que se acabará enamorando, y al misterioso Joseph Kaspar (Stellan Skarsgård). 
Una vez en Camboya, en un ambiente hostil y tremendamente misterioso, Jimmy conseguirá con la ayuda de Sophie y Joseph encontrar a Marvin, quien ahora está involucrado en una nueva y peligrosa estafa con unos militares.

## Reparto
- Matt Dillon (Jimmy)
- James Caan (Marvin)
- Natascha McElhone (Sophie)
- Stellan Skarsgård (Joseph Kaspar)
- Gérard Depardieu (Emile)
- Rose Byrne (Sabrina)
- Kem Sereyvuth (Sok)
- Stellan Skarsgård (Joseph Kaspar)
- Kyoza (Rocky)
- Loto (Red Tuxedo Man)
- Robert Campbell (Simon)

## Recepción crítica y comercial
Según la página de Internet Rotten Tomatoes obtuvo un 48% de comentarios positivos, llegando a la siguiente conclusión: «Tiene una buena atmósfera, pero eso es todo». A destacar el comentario del crítico cinematográfico Owen Gleiberman: 

«Una película flexible, intrigante y hermosamente escenificada.»
Owen Gleiberman.

Según la página de Internet Metacritic obtuvo críticas mixtas, con un 57%, basado en 26 comentarios de los cuales 12 son positivos. Recaudó 357.000 dólares en Estados Unidos. Sumando las recaudaciones internacionales la cifra asciende a poco más de 1 millón de dólares. El presupuesto invertido en la producción fue de aproximadamente 17.5 millones.

## Localizaciones
City of Ghosts se rodó entre el 12 de febrero y abril de 2001 en diferentes localizaciones de Camboya, Tailandia, Estados Unidos y Canadá. Destacando las ciudades de Quebec, Nueva York, Bangkok y Phnom Penh.

## DVD
City of Ghosts salió a la venta el 8 de enero de 2004 en España, en formato DVD. El disco contiene menús interactivos, acceso directo a escenas, subtítulos y audio en múltiples idiomas, biofilmografías, tráiler cinematográfico y avances de otros títulos en DVD. En Estados Unidos salió a la venta el 28 de octubre de 2003, en formato DVD. El disco contiene menús interactivos, acceso directo a escenas, subtítulos y audio en múltiples idiomas y comentarios de Matt Dillon y el coguionista Barry Gifford.